# Банковская система Катара
Банковская система Катара — система кредитно-финансовых учреждений, обладающих правом приёма депозитов на территории государства Катар, состоящая из Центрального банка Катара, оншорных коммерческих банков (включая отделения и филиалы иностранных банков) и офшорных банков Катара (включая офшорные отделения и филиалы иностранных банков).

## История
Банковская система Катара ведет отсчет с 1971 года, с момента объявления Катаром своей независимости. До 1971 г. вся кредитно-финансовая деятельность контролировалась банками Великобритании. В настоящее время в стране действуют 16 коммерческих банков (включая отделения и филиалы иностранных банков).

## Традиционные коммерческие банки Катара
В соответствии со статьёй 1 Закона Государства Катар № 15 от 05.08.1993 г., под банком понимается любая компания, имеющая лицензию на ведение банковского бизнеса в Катаре (причем главным признаком банковского бизнеса является возможность приема депозитов в целях использования их в других банковских операциях). Минимальный оплаченный уставный капитал национального банка установлен законом в размере 20 млн. катарских риалов, а отделения (филиалы) иностранных банков — в размере 10 млн. катарских риалов. Все катарские банки обязаны создавать резервы в размере 100 % своего уставного капитала и размещать их в Центральном банке Катара.
В настоящее время крупнейшими собственно катарскими традиционными банками являются:
- Национальный банк Катара (Qatar National Bank (QNB)) — банк с 50%-ным участием правительства Катара, образован в 1964 г., размер активов $61,2 млрд. (на 31.12.2010 г.)
- Коммерческий банк Катара (Commercial Bank of Qatar (CBQ)) — размер активов $16,49 млрд. (на 30.09.2010 г.)
- Доха Банк (Doha Bank) — размер активов $12,94 млрд. (на 31.12.2010 г.)
- Аль-Ахли банк Катара (Al-Ahli Bank of Qatar QSC) — банк с 40%-ным участием и под управлением Аль-Ахли Юнайтед банка, размер активов $4,92 млрд. (на 31.12.2010 г.)
- Международный банк Катара (International Bank of Qatar (IBQ)) — банк с 40%-ным участием и под управлением Национального банка Кувейта, ранее назывался Гриндлейз Катар Бэнк.

## Катарский банк развития
Катарский банк развития (Qatar Development Bank (QDB)) был учрежден в 1997 г. Указом эмира № 14 в форме некоммерческой организации для кредитования малой и средней промышленности. Первоначально носил название «Катарский банк промышленного развития» (Qatar Industrial Development Bank).

## Исламские банки Катара
Собственно катарских банков, осуществляющих свой бизнес на началах исламского банкинга в Катаре всего 2, это
- Исламский банк Катара (Quatar Islamic Bank) — крупнейший исламский банк Персидского залива;
- Международный исламский банк Катара (Quatar International Islamic Bank) — основан в 1991 г., чистая прибыль в 2010 г. составила 559 млн. катарских риалов.

В феврале 2011 г. Центральный банк Катара направил в банки страны циркуляр, согласно которому все коммерческие банки должны закрыть свои исламские подразделения до конца года и немедленно прекратить привлечение средств указанными подразделениями.

## Офшорные банки Катара
Банки, зарегистрированные на территории Катара в статусе офшорных, существенно отличаются по правовому положению от обычных катарских банков. Офшорные банки Катара могут создаваться в форме акционерных компаний со штаб-квартирой в Катаре либо в форме офшорных отделений катарских или иностранных коммерческих банков. Катарские офшорные банки, с одной стороны, ограничены в проведении банковских операций с участием резидентов Катара: они не имеют права принимать депозиты от катарских подданных и компаний, осуществлять инвестиционное управление их средствами, открывать счета со списанием средств по чекам, за исключением случаев, когда на это выдано специальное разрешение Центрального банка Катара для достижения каких-либо национальных интересов. С другой стороны, на катарские офшорные банки и офшорные отделения обычных катарских банков не распространяются нормативы минимального оплаченного уставного капитала (для офшорных отделений иностранных банков этот норматив равен 10 млн. катарских риалов), кроме того эти банки полностью освобождены от уплаты налога на прибыль.